# Art Renewal Center
O Art Renewal Center (ARC) (Centro de Renovação da Arte, em português) é uma organização cultural dos Estados Unidos dedicada ao resgate dos valores do Academismo e à oposição ao Modernismo.
Foi fundado em 2000 por um grupo de artistas, intelectuais e outros entusiastas, liderados por Fred Ross, seu atual diretor. A proposta do Art Renewal Center se baseia na ideia de que os padrões acadêmicos são essenciais para a formação de um bom artista, e que o Modernismo não conseguiu criar uma linguagem que pudesse veicular significados de forma satisfatória, nem possui uma técnica aprimorada. O ARC funciona principalmente através de um website que é um repositório de artigos, resenhas críticas e imagens. Também patrocina ou estimula uma série de artistas contemporâneos e escolas de arte que se alinham aos seus princípios. Em virtude de suas posições o ARC tem atraído muitas criticas, até mesmo de alguns que têm reservas contra o Modernismo. O ARC mantém ainda um programa que oferece bolsas de estudo e um salão anual com premiações.